# Parafia św. Andrzeja Boboli w Szarwarku
Parafia św. Andrzeja Boboli w Szarwarku – parafia rzymskokatolicka z siedzibą w Szarwarku, znajdująca się w diecezji tarnowskiej, w dekanacie Dąbrowa Tarnowska.

## Historia parafii
Parafię w Szarwarku erygowano dekretem biskupa tarnowskiego Franciszka Lisowskiego z dnia 1 sierpnia 1938 roku, została wydzielona z parafii Dąbrowa Tarnowska. 18 maja 1958 roku poświęcony został kościół parafialny pw. św. Andrzeja Boboli.
Obecnie proboszczem jest ks. mgr Waldemar Patulski.